# Marius Lampert
Marius Lampert (Ardon, 25 mei 1902 – aldaar, 30 maart 1991) was een Zwitsers econoom, onderwijzer en politicus voor de Christendemocratische Volkspartij (CVP/PDC) uit het kanton Wallis.

## Biografie

### Afkomst en opleiding
Marius Lampert was een zoon van Camille Lampert en Odile Clemenzo. Hij studeerde aan de handelsschool van Sion en de Universiteit van Genève, waar hij in 1924 in de economische wetenschappen afstudeerde. Hij was van 1930 tot 1953 leraar economie aan de handelsscholen van Sion.

### Politicus

#### Lokale en kantonnale politiek
Lampert was van 1932 tot 1952 voorzitter van de gemeenteraad van Ardon. Van 1949 tot 1953 zetelde hij in de Grote Raad van Wallis. Van 1953 tot 1969 was hij lid van de Staatsraad van Wallis, met als bevoegdheid Binnenlandse Zaken en Landbouw.

#### Federale politiek
Van 5 december 1955 tot 30 november 1975 zetelde Lampert in de Kantonsraad, waarvan hij voorzitter was van 27 november 1972 tot 26 november 1973. Hij kwam op voor de landbouwbelangen en bekleedde diverse bestuursmandaten in de landbouwsector. Zo was hij oprichter van de Organisation professionnelle de l'économie viti-vinicole valaisanne (Opeval) in 1952 en bestuurslid van Fruit-Union Suisse van 1941 tot 1953.